# Monte Lao
Lao (en chino, 崂山; pinyin, Láo Shān es una montaña situada en la provincia de Shandong (China). Se trata de un conocido paraje turístico.
Situada unos 30 km al este de la ciudad de Qingdao, es la montaña costera más alta de China —con una altitud 1113 metros— y se considera lugar de nacimiento del taoísmo.

## Historia
Durante muchos siglos el monte Lao ha estado ligada al taoísmo. En 412 el peregrino budista chino Faxian llegó a esta montaña en su regreso desde la India.

## Turismo y cultura
La mayor parte de los numerosos palacios y templos no ha sobrevivido el paso de los años. El palacio Taiqing, construido durante la dinastía Song, es el mayor. La sala Sanhuang (o de los Tres Emperadores), parte del complejo Taiqing, guarda dos cipreses que se dice fueron plantados durante la dinastía Han.